# 藤田博保
藤田 博保（ふじた ひろやす、1924年5月21日 - 2007年9月6日）は、日本の児童文学者。

## 略歴
青森県西津軽郡水元村妙堂崎（現北津軽郡鶴田町）出身。木造中学校卒。1948年から尾上町立尾上中学校（現平川市立尾上中学校）に数学教員として採用、その後弘前市立第一中学校、弘前市立新和中学校、弘前市立石川中学校、弘前市立第四中学校に赴任。小説「十六才」で1966年度家の光協会地上文学賞、「嫁の位置」で1973年度同文学賞を再度受賞。「甚平とシャモ」が1975年度講談社児童文学新人賞佳作となり、翌年『情っぱりとシャモ』と改題して刊行し児童文学作家としてデビューし、多くの著作をなした。

## 著書
- 『情っぱりとシャモ』西村保史郎絵 講談社 1976
- 『まぼろしの南部馬』西村保史郎絵 講談社 1978
- 『のこされたゴン助さま』斎藤博之絵 大日本図書 1979
- 『アシカものがたり』加藤英夫絵 講談社 1979
- 『ブチ熊』高田三郎絵 ポプラ社 1980
- 『山にもどったクマのコロ』高田三郎絵 PHP研究所 1981
- 『耳切りタロウ』加藤英夫絵 講談社 1981
- 『ネプタの一番だいこ』金沢佑光絵 講談社 1982
- 『でっかい目玉の児童会長』水沢研絵 ポプラ社 1983
- 『あがれ!大輪菊玉』太田大輔絵 フレーベル館 1986
- 『音の旅人 津軽三味線・高橋竹山ものがたり』高田勲画　金の星社 1986
- 『健ちゃんのひみつ』鶴野久男絵 フレーベル館 1987
- 『海辺の砂をにぎりしめて』高田三郎画 大日本図書 1988
- 『おんぼろ先生の事件かいけつ』茨田茂平絵 岩崎書店 1989
- 『算数テストに悪魔がやってくる』宮崎耕平絵 草炎社 1990
- 『河童生けどり大作戦』小宮山逢邦絵 旺文社 1990
- 『小さな鈴のひみつ』金森一意絵 国土社 1991
- 『村のうんそう屋』伊東くみ子絵 アリス館 1991
- 『鬼たちのかけ』緑の笛豆本の会 1994